# Funivia di Cassino
La funivia di Cassino fu costruita per iniziativa di Pericle Ferretti, figlio del noto ingegnere Alessandro Ferretti, pioniere del trasporto a fune in Italia e rappresentò il primo impianto di questo tipo realizzato nel Mezzogiorno d'Italia.
Costruita per collegare la ferrovia con il celebre monastero di Montecassino, la funivia fu inaugurata nel 1930 e soppressa solo tredici anni dopo in conseguenza dei danni subiti durante la seconda guerra mondiale.

## Storia

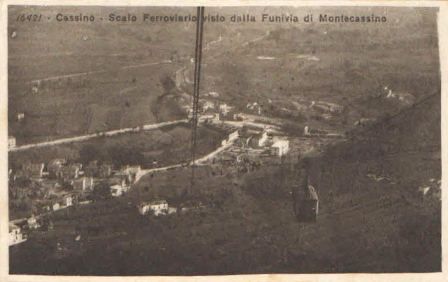
Cassino, panorama dalla Funivia

Fondato nel 529 da San Benedetto e tradizionalmente raggiungibile con un lungo percorso a piedi, il monastero di Montecassino fu raggiunto durante l'Ottocento da una strada carrozzabile, che contribuì a farlo diventare meta turistica oltre che religiosa. In vista delle celebrazioni per il suo quattordicesimo centenario si ipotizzò la realizzazione di un impianto a fune, tecnologia ai tempi innovativa, che potesse affiancare la suddetta strada.
Raccolta eredità spirituale del padre il Ferretti, docente presso la Regia Scuola di Ingegneria di Napoli, progettò l'impianto la cui concessione per la costruzione ed esercizio era stata affidata alla società Funicolari e Funivie Meridionali, appositamente costituita il 22 gennaio 1929, con convenzione sottoscritta il successivo 12 settembre.
I relativi lavori vennero avviati nel settembre 1929 e la realizzazione procedette spedita, tanto che l'impianto poté essere inaugurato il 21 maggio 1930: l'impianto risultava all'epoca quello realizzato più rapidamente 
nonché quello dotato di maggiore lunghezza di una campata, quella fra la stazione di partenza ed il pilone intermedio sulle balza del monte denominata "colle Venere" che misurava 1.230 metri, contro i 281 della seconda. Un filmato dell'Istituto Luce girato all'epoca testimonia l'inaugurazione della funivia.
Nel luglio 1943, durante un volo di addestramento da parte di aerei tedeschi che avevano base presso l'aeroporto di Aquino, un caccia si scontrò con uno dei cavi della funivia provocandone il distacco e portando alla morte del pilota. 
L'impianto, non più ripristinato, venne in seguito bombardato assieme alla sottostante città di Cassino. La funivia non fu più ricostruita.

## Caratteristiche

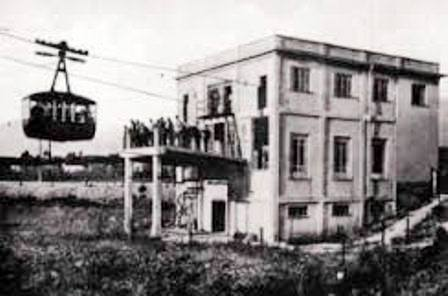
Cassino, stazione delle funivia

Dal piazzale della stazione ferroviaria, posto a 55 metri s.l.m., l'impianto consentiva di risalire fino a quota 483 con una lunghezza totale di 1.511 metri. Il dislivello coperto era pari a 418 metri.
L'impianto era composto da due linee parallele "a va e vieni" poste a una distanza orizzontale di 28 metri nel punto di incrocio delle due vetture per tenere conto dell'azione del vento e della lunghezza della campata. Ogni linea era costituita da una fune portante, ancorata alla stazione superiore e contrappesata alla stazione inferiore.
Le due cabine, della capacità di 10 persone ciascuna, coprivano la distanza in circa 7 minuti, offrendo una portata oraria di 120 persone.
L'argano, sistemato presso la stazione superiore, era costituito da un motore elettrico della potenza di 27 kW a 920 giri
per l'esercizio normale alla velocità di 3,6 metri al secondo; un motore termico da 17 kW costituiva la riserva in caso di mancanza di corrente.
Un progetto per la ricostruzione dell'impianto è stato elaborato negli anni duemila, prevedendo un nuovo capolinea inferiore presso la Villa Comunale; la relativa delibera della Regione Lazio per la ricerca di aziende interessate alla concessione per la realizzazione e gestione di tale infrastruttura con relativo atto di indirizzo è stata pubblicata all'inizio del 2015.